# Gynacantha corbeti
Gynacantha corbeti är en trollsländeart som beskrevs av Lempert 1999. Gynacantha corbeti ingår i släktet Gynacantha och familjen mosaiktrollsländor. Inga underarter finns listade i Catalogue of Life.